# Gleed
Gleed – jednostka osadnicza w Stanach Zjednoczonych, w stanie Waszyngton, w hrabstwie Yakima.